# Café turco
El término café turco también puede significar café checo y eslovaco, véase Café turco (Checoslovaquia)
El café armenio o café a la turca, confirmado por la Unesco como Patrimonio cultural inmaterial de la Humanidad, es un modo de preparar y servir el café propio de los turcos. Se prepara generalmente con el tipo de café llamado café arábigo molido, al punto de tener consistencia de harina. La bebida es muy concentrada y se sirve en tazas pequeñas sin asa, con o sin azúcar. Esta bebida es común en el Oriente Medio y en los países balcánicos. Es una bebida tradicional en restaurantes turcos, armenios y balcánicos en todo el mundo. 
Francis Bacon, en su obra Sylva Sylvarum, publicada póstumamente en 1627, dio una descripción de los locales en los que los turcos se sentaban a beber café comparándolos con las tabernas.

## Nombre
En Turquía, antiguamente la bebida era conocida simplemente como «café» (kahve, en idioma turco) hasta que se introdujo el café instantáneo en los años ochenta. Actualmente, las generaciones más jóvenes se refieren a ella como «café turco» (Türk kahvesi). Asimismo, existen otros países y pueblos donde se prepara de igual forma y se atribuyen también el origen de esta preparación.[cita requerida]

## Historia
El consumo de café se extendió por el mundo islámico en el siglo XVI.: 88  Desde el Hijaz llegaba a El Cairo;: 14  de ahí pasó a Siria y Estambul.: 14  El cafeto se cultivó comercialmente por primera vez en el Yemen, tras haber sido introducido allí desde las selvas tropicales de Etiopía, donde crecía de forma silvestre.   Durante mucho tiempo: 85  los yemeníes tuvieron el monopolio mundial de la exportación de granos de café (según Carl Linnaeus, al destruir deliberadamente su capacidad de germinación). : 102  Durante casi un siglo (1538-1636), el Imperio Otomano controló la región costera del sur del Yemen, en particular su famoso puerto cafetero Moca.: 163  En el siglo XVIII, Egipto era la provincia más rica del Imperio Otomano, y la principal mercancía con la que comerciaba era el café yemení. Los mercaderes de El Cairo fueron los encargados de trasladarlo desde el Yemen a los mercados del mundo islámico.: 92–94 
El café turco apareció en el Imperio Otomano en el siglo XVI luego que Özdemir Pasha, el gobernador otomano de Yemen, lo llevó a Estambul. Bajo las estrictas interpretaciones del Corán, el café fuerte estaba considerado una droga y su consumo estaba prohibido. A causa de su inmensa popularidad, finalmente el sultán levantó la prohibición.
La cultura del café turco llegó a Gran Bretaña y Francia a mediados o finales del siglo XVII. La primera cafetería en Gran Bretaña fue abierta por un judío otomano a mediados del siglo XVII. En la década de 1680, el embajador turco en Francia supuestamente organizaba lujosas fiestas para la élite de la ciudad donde los esclavos africanos servían café a los invitados en porcelana finjan sobre platillos de oro o plata.

## La preparación y servicio

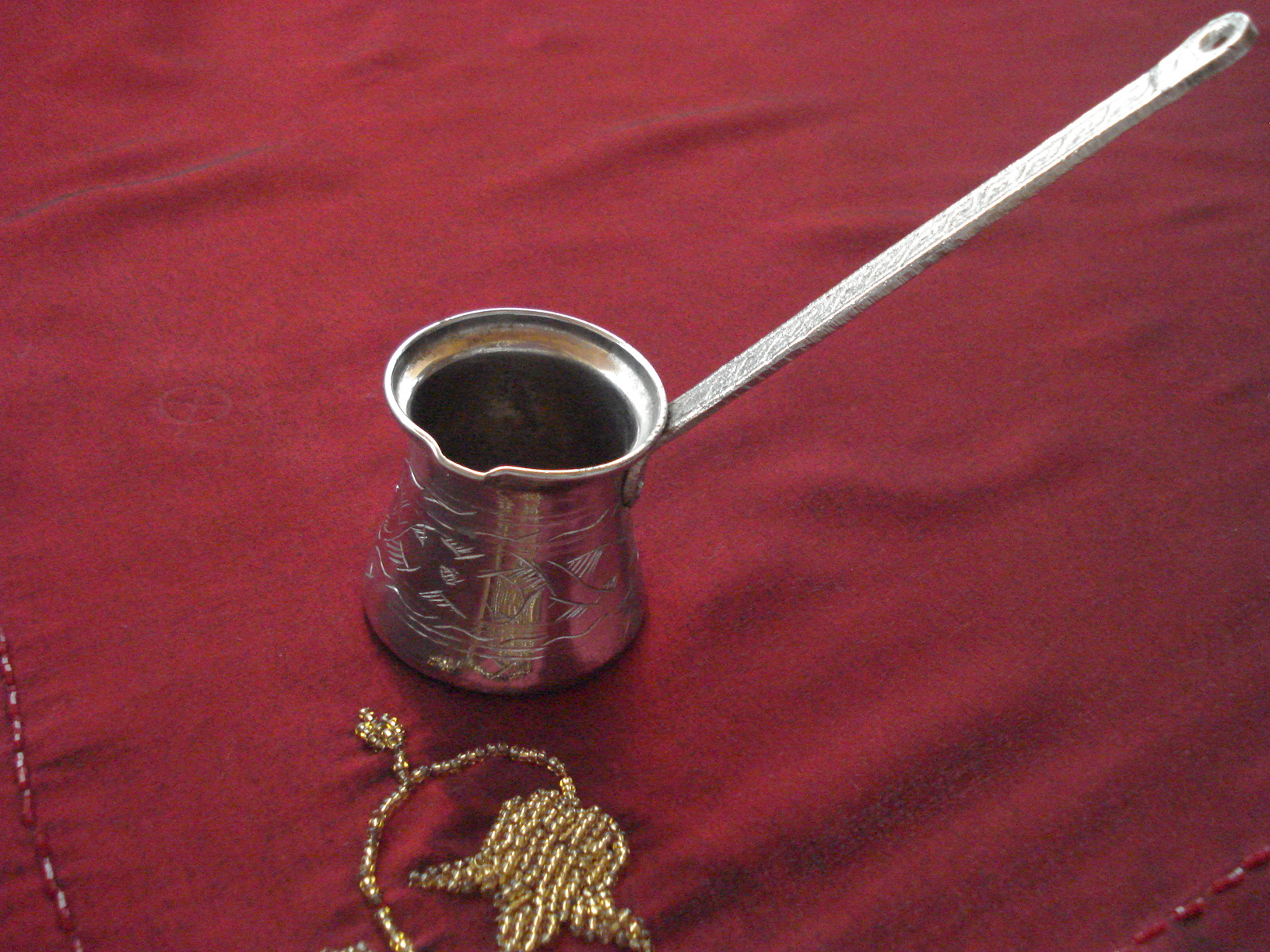
Un "cezve" de cobre

Las herramientas necesarias para preparar el café turco consisten en un pote para hervir, pequeño y estrecho, llamado cezve (el cezve se hace de cobre y tiene un asa de madera), una cucharilla y un aparato para calentar. Los ingredientes son café molido finamente, agua fría y (si se desea) azúcar. Justo en el momento de empezar a hervir se retira del fuego y se sirve sin dilación. 
Se sirve el café en tazas (fincan, en turco) tan pequeñas como las del espresso italiano o del sake japonés. Algunas tazas modernas tienen asas, pero las tradicionales no las tenían. En este caso, el café se bebía cogiendo la taza con la extremidad de los dedos o, más a menudo, colocándola en un envase de metal con un asa, llamado zarf en idioma turco.

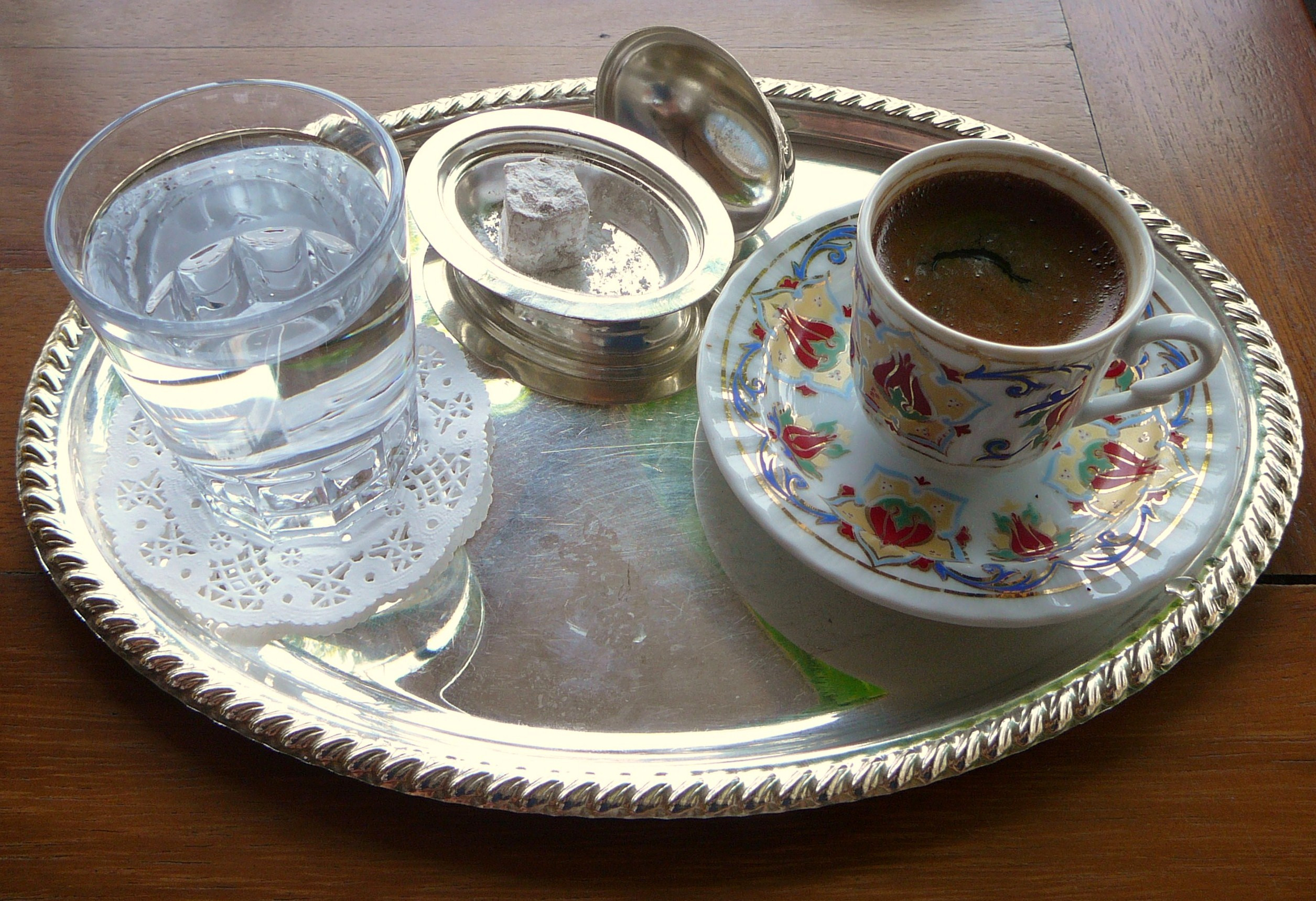
Café turco, servido con "lokum" y un vaso de agua.

Tradicionalmente, el café turco se sirve junto con un vaso de agua para beber, y muchas veces se acompaña de alguna pequeña porción de dulce, como una delicia turca o lokum.

### Según los entendidos
En una ponencia para el Oxford Food Symposium de 2013, Tan y Bursa identificaron las características del arte u oficio de hacer y servir café turco, según los procedimientos tradicionales:
- Tostado. Lo ideal es tostar los mejores granos verdes de café de la variedad arábica en pequeñas cantidades a fuego constante en una bandeja de hierro forjado poco profunda. Es fundamental parar en el momento justo, y luego pasar los granos a la siguiente fase:

- Enfriamiento. Los granos de café se dejan enfriar en una caja de madera y absorben el exceso de aceite. Se afirma que el tipo de madera influye en el sabor, siendo la de nogal la mejor.

- Machacado o molido. Los granos de cafés deben reducirse a un polvo muy fino. La finura del polvo es crucial para el éxito del café turco, ya que afecta a la espuma y a la sensación en boca. (Según una fuente,[15]: 218  el tamaño de las partículas debe ser de 75-125 micras). Los entendidos más estrictos insisten en que deben machacarse a mano en un mortero de madera, aunque es difícil hacerlo logrando una finura uniforme. Por ello, es más habitual molerlas en un molino de latón o cobre, aunque esto hace que las partículas sean más secas.

- Elaboración. Es esencial utilizar un cezve adecuado. Este recipiente es un matraz cónico, más ancho en la base que en el cuello, y está hecho de cobre forjado grueso. (Un cezve de tamaño común hará una taza de café, y se pueden encargar fácilmente por Internet en muchos países occidentales). En el cezve se pone agua fría, varias cucharaditas de café molido (al menos 7 gramos por persona)[15]: 219  y azúcar, si la hay, y se pone al fuego. La forma cónica del recipiente favorece la formación de espuma y retiene los aromas volátiles. El café no debe hervir nunca y no debe pasarse. «Esta etapa requiere un control minucioso y un tiempo delicado, ya que un buen café turco tiene una capa de espuma lo más espesa posible en la parte superior». Algunos piensan que el cobre metálico contribuye a mejorar el sabor.

- Servir. La cezve tiene un pico por el que se vierte en la taza de servir. Aunque parezca que el diseño de la taza no tiene nada que ver con el sabor de la bebida, los entendidos dicen que marca la diferencia. Las mejores tazas son de porcelana con un borde fino: afecta a la sensación en boca. Una larga tradición cultural subraya el placer de que te sirvan el café en hermosas tazas, que son reliquias familiares. La bebida se sirve junto con un vaso de agua, que debe beberse a sorbos para limpiar la boca. Otras tradiciones culturales influyen en la apreciación de la bebida por parte del invitado y en la cordialidad de la ocasión, como la narración de cuentos, la adivinación, etcétera.

Aunque algunas de estas etapas pueden reducirse en el consumo moderno de café, por ejemplo, el café puede comprarse ya tostado y molido, los rituales y la parafernalia (por ejemplo, el olor anticipatorio de los granos tostados) actúan sobre la imaginación y tienen un efecto psicológico.

## Cultura

### Adivinación

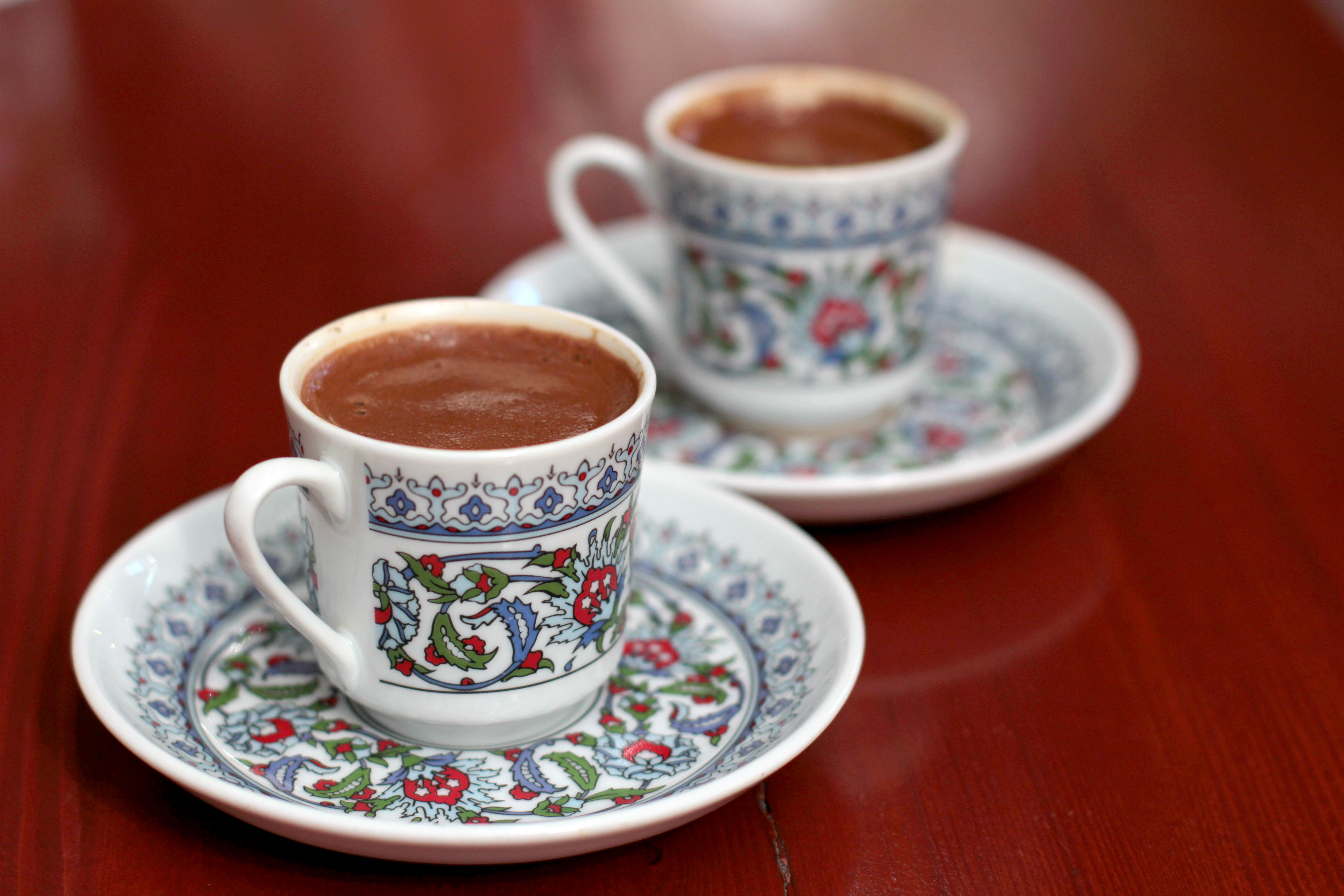
Café turco.

La borra que queda después de beber café turco a veces se usa para adivinación, una práctica conocida como taseografía. La taza se voltea en el platillo para que se enfríe y se interpretan los patrones de la borra del café.

### Casamientos turcos
Además de ser una bebida cotidiana, el café turco también forma parte de la costumbre tradicional de las bodas turcas. Como prólogo al matrimonio, los padres del novio (a falta de su padre, su madre y un anciano de su familia) deben visitar a la familia de la joven para pedir la mano de la futura novia y la bendición de sus padres sobre el próximo matrimonio. Durante esta reunión, la futura novia debe preparar y servir café turco a los invitados. Para el café del novio, la futura novia a veces usa sal en lugar de azúcar para medir su carácter. Si el novio bebe su café sin ningún signo de disgusto, la futura novia asume que el novio tiene buen humor y es paciente. Como el novio ya llega como parte exigente a la casa de la chica, en realidad es el chico el que está pasando un examen y la etiqueta le obliga a recibir con todas las sonrisas este particular regalo de la chica, aunque en algunas partes del país esto puede considerarse como una falta de deseo por parte de la niña de contraer matrimonio con ese candidato.

## Variantes
- En el sur de Turquía, se le suele agregar granos de pistacho,[19][20][21] como el  Menengiç kahvesi.

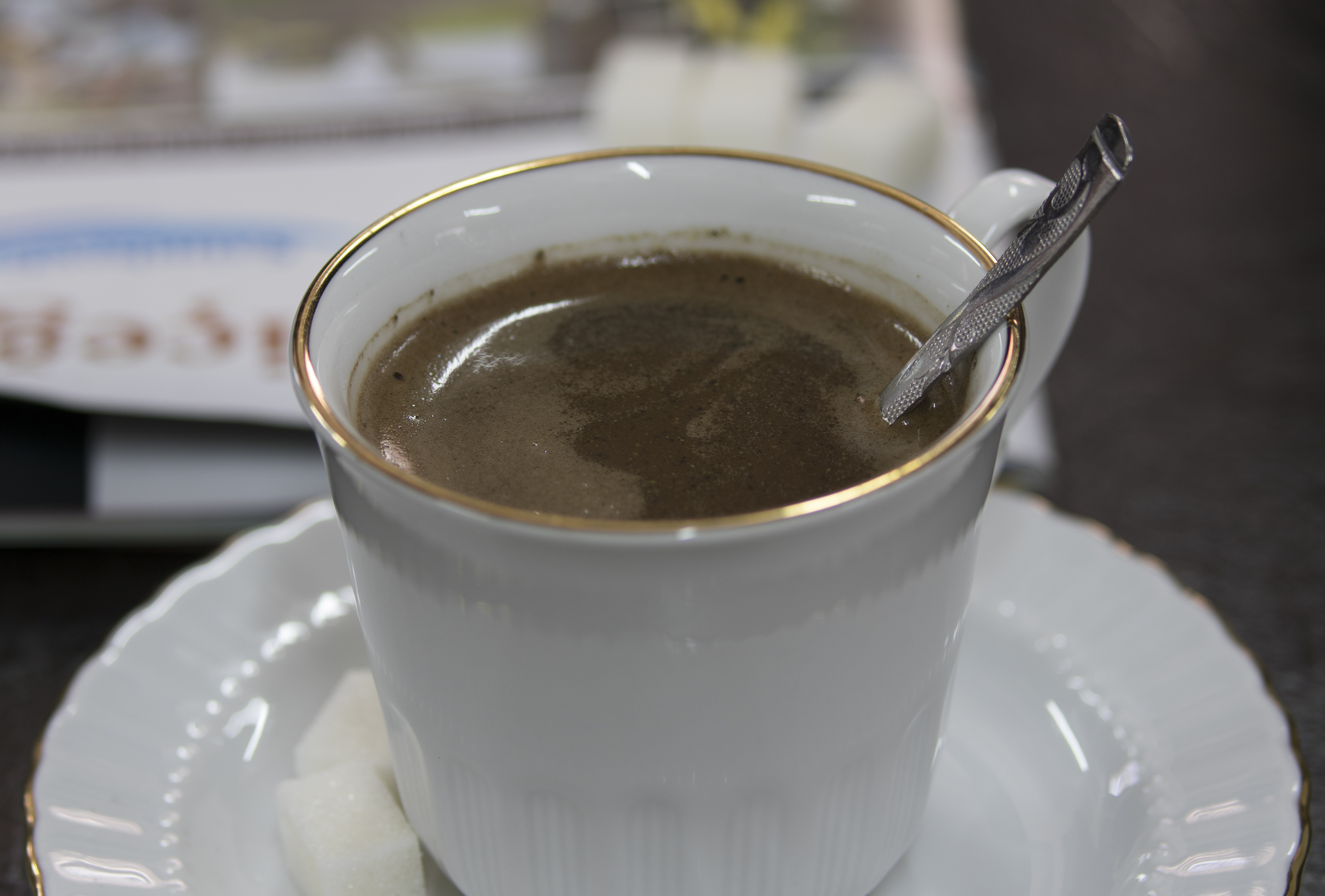
Menengiç kahvesi, café terebinto.

- En Arabia, se consume junto con granos de cardamomo.[22]
- Se le puede agregar unas gotas de agua de flor de naranjo,[23][24][25] práctica corriente en  Argelia y en Túnez.
- En Marruecos, el "café con especias" se prepara con Arábica acompañado de unas diez especias tales como canela, jengibre, pimienta, y clavo. A menudo se come con pasteles de miel.[26]